# 阿列克西·貢恰連科
阿列克西·阿列克西約維奇·貢恰連科（1980年9月16日—），又譯奧萊克西·洪恰連科，乌克兰政治人物，敖德萨人，歐洲理事會議員大會乌克兰代表团成员，2014年通过欧洲团结选举名单当选乌克兰最高拉达议员。在2019年烏克蘭議會選舉中以独立候选人身份在波迪利斯克选区连任。

## 个人经历
贡恰连科是敖德萨前市长奥列克西·科斯图西耶夫 （Oleksiy Kostusyev） 的儿子。他的父母在他三岁时离婚了。
从 1999 年到 2001 年，Goncharenko 在敖德萨紧急医疗站工作。[1]2002 年，他以优异的成绩从医科大学毕业，但选择了政治事业而不是医学事业。
2002 年，21 岁的他竞选了 Tairove 村的敖德萨市议会，但没有成功。之后，他担任市议会议员的助理。
从 2002 年起，Goncharenko 是俄罗斯莫斯科俄罗斯联邦政府下属金融大学（财务管理研究生院）的学生。他于 2005 年从该学院毕业，获得经济学学位。
2024 年 1 月，贡恰连科被任命为 PACE 移民、难民和流离失所者委员会主席。

## 備注
1. ↑  又譯奧列克西·洪恰连科[4][5]、洪查連科[6][7][8][9][10]、洪恰倫科[11]或洪查倫科[12]，或完全按俄語名譯阿列克谢·阿列克谢耶维奇·贡恰连科[13]